# Bohdan Nikishyn
Bohdan Serhiyovych Nikishyn –en ucraniano, Богдан Сергійович Нікішин– (Dnipropetrovsk, 29 de mayo de 1980) es un deportista ucraniano que compite en esgrima, especialista en la modalidad de espada.
Ganó cinco medallas en el Campeonato Mundial de Esgrima entre los años 2006 y 2019, y siete medallas en el Campeonato Europeo de Esgrima entre los años 2010 y 2018.
Participó en cuatro Juegos Olímpicos de Verano, ocupando el quinto lugar en Atenas 2004, el séptimo en Pekín 2008, el cuarto en Río de Janeiro 2016 y el sexto en Tokio 2020, en la prueba por equipos.

## Palmarés internacional
| Campeonato Mundial | Campeonato Mundial | Campeonato Mundial | Campeonato Mundial |
| Año                | Lugar              | Medalla            | Prueba             |
| ------------------ | ------------------ | ------------------ | ------------------ |
| 2006               | Turín (Italia)     | Medalla de bronce  | Espada por equipos |
| 2013               | Budapest (Hungría) | Medalla de plata   | Espada por equipos |
| 2015               | Moscú (Rusia)      | Medalla de oro     | Espada por equipos |
| 2018               | Wuxi (China)       | Medalla de bronce  | Espada individual  |
| 2019               | Budapest (Hungría) | Medalla de plata   | Espada por equipos |
| Campeonato Europeo |                    |                    |                    |
| Año                | Lugar              | Medalla            | Prueba             |
| 2010               | Leipzig (Alemania) | Medalla de plata   | Espada por equipos |
| 2012               | Legnano (Italia)   | Medalla de bronce  | Espada por equipos |
| 2013               | Zagreb (Croacia)   | Medalla de bronce  | Espada por equipos |
| 2016               | Toruń (Polonia)    | Medalla de bronce  | Espada individual  |
| 2016               | Toruń (Polonia)    | Medalla de bronce  | Espada por equipos |
| 2017               | Tiflis (Georgia)   | Medalla de plata   | Espada por equipos |
| 2018               | Novi Sad (Serbia)  | Medalla de bronce  | Espada individual  |